# 米歇尔·泰阿托
米歇尔·若昂·泰阿托（法語：Michel Johann Théato，1878年3月22日—1923年4月2日），卢森堡男子长跑运动员。他曾参加1900年夏季奥运会男子马拉松比赛，最终获得金牌，尽管无证据表明他曾获得过法国国籍，他的金牌仍被计入法国代表团的总奖牌数。